# 500 meter (schaatsen)
De 500 meter is een officiële schaatsafstand bij het langebaanschaatsen en is een van de sprintafstanden.
De start vindt plaats 100 meter voor de finish aan de finishzijde van de schaatsbaan. Na de bocht moet de schaatser van baan verwisselen. Degene die de eerste binnenbaan had, gaat nu naar de buitenbaan en andersom.
De complete rit wordt op een kampioenschap afstanden meestal twee keer gereden, met voldoende pauze, waarbij de deelnemers in de tweede rit van plaats verwisseld zijn. De tijd van de eerste en de tweede rit samen is de eindtijd. Er wordt twee keer gereden om een eventueel nadeel van een te hoge snelheid in de laatste binnenbocht uit te sluiten. Dit laatste wordt betwist sinds de introductie van de klapschaats, waarbij de schaatser meer grip heeft in de binnenbocht bij hoge snelheden.
Op 10 februari 2014 werd Michel Mulder de eerste Nederlandse olympisch kampioen op de 500 meter, met slechts twaalf duizendste van een seconde verschil op Jan Smeekens en voor zijn tweelingbroer Ronald Mulder, die als derde eindigde.
In 2017 werd Jan Smeekens in Gangneung de eerste Nederlandse wereldkampioen op de 500 meter ooit.
In 2023 werd Femke Kok in Heerenveen de eerste Nederlandse wereldkampioen op de 500 meter bij de vrouwen.

## Huidige wereldrecords
|         | Schaats(st)er      | Land       | Tijd  | Opening | Ronde | Datum      | Baan           |
| ------- | ------------------ | ---------- | ----- | ------- | ----- | ---------- | -------------- |
| Mannen  | Pavel Koelizjnikov | Rusland    | 33,61 | 9,67    | 23,94 | 09-03-2019 | Salt Lake City |
| Vrouwen | Lee Sang-hwa       | Zuid-Korea | 36,36 | 10,09   | 26,27 | 16-11-2013 | Salt Lake City |

## De snelste tien 500 meters
| Mannen | Mannen                  | Mannen           | Mannen | Mannen     | Mannen         |
| Nr.    | Schaatser               | Land             | Tijd   | Datum      | Baan           |
| ------ | ----------------------- | ---------------- | ------ | ---------- | -------------- |
| 1.     | Pavel Koelizjnikov      | Rusland          | 33,61  | 09-03-2019 | Salt Lake City |
| 2.     | Jordan Stolz            | Verenigde Staten | 33,69  | 16-02-2024 | Calgary        |
| 3.     | Pavel Koelizjnikov (#2) | Rusland          | 33,72  | 14-02-2020 | Salt Lake City |
| 4.     | Laurent Dubreuil        | Canada           | 33,77  | 10-12-2021 | Calgary        |
| 5.     | Tatsuya Shinhama        | Japan            | 33,79  | 10-03-2019 | Salt Lake City |
| 6.     | Tatsuya Shinhama (#2)   | Japan            | 33,83  | 09-03-2019 | Salt Lake City |
| 6.     | Gao Tingyu              | China            | 33,83  | 26-09-2021 | Ürümqi         |
| 8.     | Jordan Stolz (#2)       | Verenigde Staten | 33,85  | 26-01-2025 | Calgary        |
| 9.     | Gao Tingyu (#2)         | China            | 33,87  | 10-12-2021 | Calgary        |
| 9.     | Jenning de Boo          | Nederland        | 33,87  | 26-01-2025 | Calgary        |

| Vrouwen | Vrouwen           | Vrouwen    | Vrouwen | Vrouwen    | Vrouwen        |
| Nr.     | Schaatsster       | Land       | Tijd    | Datum      | Baan           |
| ------- | ----------------- | ---------- | ------- | ---------- | -------------- |
| 1.      | Lee Sang-hwa      | Zuid-Korea | 36,36   | 16-11-2013 | Salt Lake City |
| 2.      | Nao Kodaira       | Japan      | 36,39   | 16-03-2019 | Calgary        |
| 3.      | Nao Kodaira (#2)  | Japan      | 36,47   | 09-03-2019 | Salt Lake City |
| 4.      | Nao Kodaira (#3)  | Japan      | 36,49   | 10-03-2019 | Salt Lake City |
| 5.      | Nao Kodaira (#4)  | Japan      | 36,50   | 08-12-2017 | Salt Lake City |
| 6.      | Nao Kodaira (#5)  | Japan      | 36,53   | 03-12-2017 | Calgary        |
| 7.      | Nao Kodaira (#6)  | Japan      | 36,54   | 09-12-2017 | Salt Lake City |
| 8.      | Zhang Hong        | China      | 36,56   | 20-11-2015 | Salt Lake City |
| 9.      | Lee Sang-hwa (#2) | Zuid-Korea | 36,57   | 15-11-2013 | Salt Lake City |
| 10.     | Nao Kodaira (#7)  | Japan      | 36,65   | 08-02-2020 | Calgary        |

|  | = gestopt als schaats(st)er |